# Charlotte Di Calypso
Charlotte di Calypso (nacida Charlotte Belliard, 17 de abril de 1990) es una modelo francesa, ganadora de la Elite Model Look en 2005 y rostro de la fragancia de Chanel Chance.

## Primeros años
Em 2005, a la edad de 15 años, participó Elite Model Look Francia y fue elegida para pasar a la final internacional en Shanghái. Ganó y le fue otorgado un contrato con Elite Model Management en París.

## Carrera
Después de ganar, Di Calypso debutó en la pasarela en 2005, modelando para la colección de Prada primavera 2006. Realizó su primera campaña para Topshop. Desfiló para Chanel, Valentino, Yohji Yamamoto, Dolce & Gabbana, Jil Sander, Diane von Furstenberg, y Emanuel Ungaro. Para la temporada primavera 2009, abrió para Christian Dior, y también desfiló para Christian Lacroix, Chanel, Valentino, y Giorgio Armani Se volvió el rostro de Ralph Lauren, reemplazando a Valentina Zelyaeva, junto al modelo japonés Tao Okamoto.  Ha aparecido en anuncios de Gucci, Pucci, Ralph Lauren, Lacoste, Chanel, y Faconnable. Calypso figuró en un catálogo de Vogue Paris, junto a las modelos francesas Sigrid Agren, Jennifer Messelier, Mélodie Dagault, Constance Jablonski, y Mathilde Frachon.  Ha aparecido en editoriales de French, Italian, Portuguese, and Japanese Vogue Francia, Italia, Portugal y Japón, Harpers Bazaar, Allure,  y Dazed & Confused.